# Brunn am Wald
Brunn am Wald ist eine Ortschaft und als Brunn am Walde  eine Katastralgemeinde der Gemeinde Lichtenau im Waldviertel im Bezirk Krems-Land in Niederösterreich.

## Geografie
Der Ort gleich östlich von Lichtenau befindet sich an der Landesstraße L67 und an der Abzweigung der L63. Durch den Ort verläuft die Landesstraße L7059. Aus dem Wassergraben von Schloss Brunn fließt der Erlbach, der über den Etschabach und den Gföhler Bach in die Große Krems entwässert.

## Geschichte
Im Jahr 1822 wurde der Ort als Dorf mit 35 Häusern genannt, das nach Lichtenau eingepfarrt war, wohin auch die Kinder eingeschult wurden. Die Herrschaft Brunn am Walde besaß die Ortsobrigkeit und besorgte die Konskription. Die Landgerichtsbarkeit wurde von der Herrschaft Gföhl ausgeübt. Die Untertanen und Grundholde des Ortes gehörten der Herrschaft Brunn am Walde.
Laut Adressbuch von Österreich waren im Jahr 1938 in der Ortsgemeinde Brunn am Wald ein Fleischer, ein Gastwirt, ein Gemischtwarenhändler, ein Schmied, ein Schneider, ein Schuster, ein Viehhändler, ein Viktualienhändler, ein Wagner und mehrere Landwirte ansässig. Bis zur Eingemeindung nach Lichtenau bildete Brunn eine eigene Ortsgemeinde.

## Sehenswürdigkeiten
- Schloss Brunn am Wald